# George Eliot

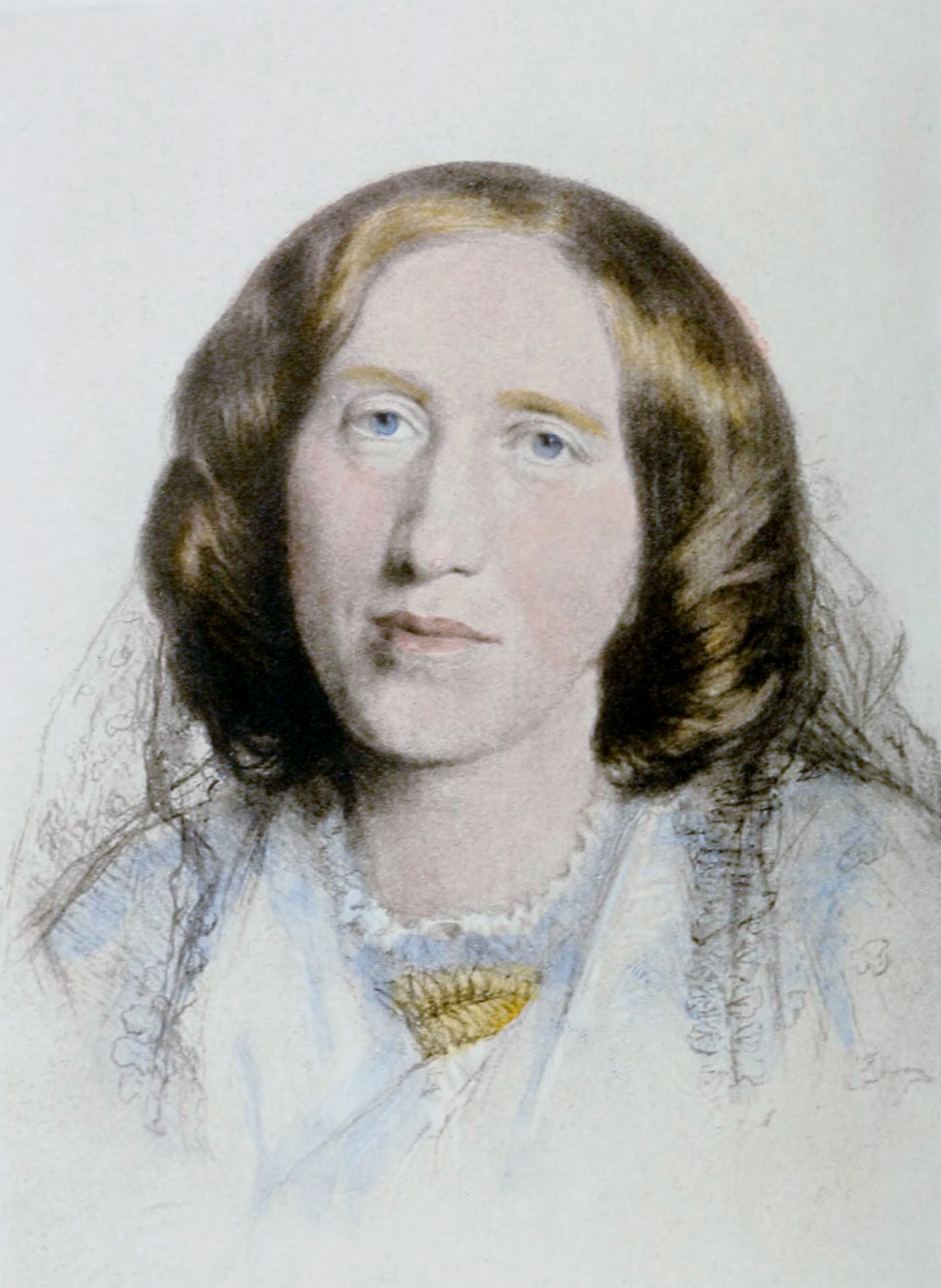
George Eliot portréja (Frederick William Burton műve, 1864)

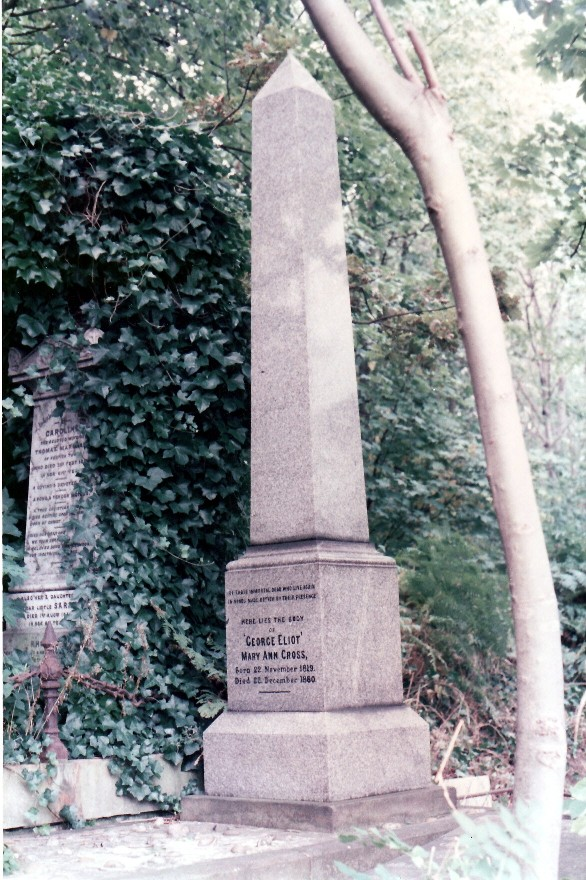
Sírja a londoni Highgate temetőben

George Eliot, valós nevén Mary Anne Evans (Arbury Farm, Warwickshire, 1819. november 22. – 1880. december 22.) angol írónő.

## Élete
1819. november 22-én született a Warwickshire-i Arbury majorságban, Robert Evans (1773–1849) és Christiana Pearson (1788–1836) legfiatalabb gyermekeként. Két bátyja és két nővére volt, születési sorrendben: Robert Evans, Fanny Evans, Chrissy Evans és Isaac Evans. Édesapja építész volt, aki leányát kitűnő nevelésben részesítette. Legelső irodalmi kísérlete Strauss Jézus életének fordítása volt 1846-ban. Hosszabb európai utazás után 1851-ben Londonban telepedett le, ahol belépett a szabadelvű Westminster Review szerkesztőségébe, illetve szert tett többek között John Stuart Mill és Herbert Spencer ismeretségére.
Eliot sok éven át George Henry Lewes írónak élettársa volt, azonban anélkül, hogy vele törvényesen egybekelt volna, mivel Lewes jogi problémák miatt nem tudott elválni nejétől, akivel amúgy is nyílt házasságban élt.
Lewes halála után egész Anglia csodálkozására 1878-ban John Walter Cross kereskedőhöz, Lewes régi jó barátjához ment nőül.

## Irodalmi munkássága
Legelső, George Eliot álnév alatt megjelent műve, a Scenes of Clerical Life, a Blackwood's Magazine-ban látott napvilágot (Edinburgh, 1854). Irodalmi hírnevét Adam Bede (1859) című regényével alapozta meg. Ezt a remekművet élethűség és finom jellemzés, helyes felfogás és az angol népélet alapos ismerete jellemzik. Ugyanilyen előnyökkel dicsekszenek a The Mill on the Floss (A vízimalom, 1860) és a Silas Marner, the Weaver of Raveloc (1861) című regényei is. Nagyszerű történeti háttere van a Romola című regénynek (1863), mely a Savonarola korabeli olasz életnek fényes rajzát tünteti fel. Későbbi regényei közül megemlítendők: Felix Holt, the Radical (1866) és Middlemarch (1871), mely utóbbiban az angol vidéki életet rajzolja fel és melyet a Romola mellett a költőnő legjobb művének tartanak. Megemlítendő még: Daniel Deronda (1876), melyben a zsidók helyzetével foglalkozik. Verses művei: The Spanish Gipsy (1868. 5 kiad. 1876), melynek színhelye Spanyolország, a zsidó-mór korban; továbbá: Agatha (1869) és The Legend of Jubal (1874), valamint Armgart (1871) című drámai kísérlete, regényeinél csekélyebb sikert arattak. Legutolsó műve, különféle tanulmányok gyűjteménye: The Impressions of Theophrastus Such cím alatt jelent meg 1879-ben.
Szerb Antal A világirodalom történetében frappánsan jellemzi Eliot irodalmi karakterét: "George Eliotot erősen foglalkoztatták a kor szellemi kérdései, a darwinizmus által életre hívott természettudományos világkép kialakulása, a vallásos élet nagy válsága, mindazok a kérdések, amelyek Dickens-et és Thackerayt teljesen hidegen hagyták. Ő az igaz realista regényíró; az ő realizmusa elvszerű, pozitivista világnézetének következménye, mint Zola naturalizmusa. Kikapcsolni a regényből mindent, ami nem hétköznapi, ami nem jellegzetes apró emberi dokumentum, szürkének lenni, mint az élet. Az angol regény humora és szentimentalizmusa helyébe a francia pontosságú lélekrajzot ültette."
Regényeit majdnem minden európai nyelvre lefordították. Main kivonatokat közölt Eliot műveiből: Wise, Witty and Tender Sayings From the Works of George Eliot cím alatt (5 kiad. 1881). Életrajzát, leveleit és naplóit férje, Cross adta ki (George Eliot's Life, As Related in Her Letters and Journals, London 1885. 3 kötet).

## Művei

### Regényei
- Adam Bede, 1859
- The Mill on the Floss, 1860
- Silas Marner, 1861
- Romola, 1863
- Felix Holt, the Radical, 1866
- Middlemarch, 1871–72
- Daniel Deronda, 1876

### Költészete
- The Spanish Gypsy, 1868
- Agatha, 1869
- Armgart, 1871
- Stradivarius, 1873
- The Legend of Jubal, 1874
- Arion, 1874
- A Minor Prophet, 1874
- A College Breakfast Party, 1879
- The Death of Moses, 1879
- From a London Drawing Room
- Count That Day Lost
- I Grant You Ample Leave

## Magyarul
- Eliot György: Bede Ádám. Regény, 1-2.; ford. Salamon Ferenc; Kisfaludy-Társaság, Pest, 1861–1862
- Eliot György: Middlemarch. Tanulmány a vidéki életből, 1-4.; ford. Csukássi József; Kisfaludy-Társaság, Bp., 1874–1875 (Szépirodalmi házi kiskönyvtár)
- Holt Felix, a radicalis, 1-2.; ford. Dominkovics Mária; Légrády, Bp., 1874
- A raveloe-i takács. Regény; ford. Kacziány Géza; Franklin, Bp., 1885 (Olcsó könyvtár)
- Romola. Regény, 1-3.; ford. Pataki Béla; Franklin, Bp., 1898
- A vízimalom. Regény; ford., utószó Szinnai Tivadar; Európa, Bp., 1966 (A világirodalom remekei)[2]
- Middlemarch, 1-2.; ford. Bartos Tibor; Európa, Bp., 1976
- Adam Bede. Regény; ford. Szobotka Tibor; Európa, Bp., 1978
- Kései boldogság. Silas Marner története; ford. Gebula Judit; Lazi, Szeged, 2010
- Büszkeség és ártatlanság; ford. Szinnai Tivadar, jegyz. Somogyi Judit; Lazi, Szeged, 2010